# Insei
O sistema Insei (院政) foi uma forma especifica de governo no Japão durante o período Heian. Consiste num sistema bifurcado, em que um imperador renuncia ao cargo, mas mantem seu o poder mesmo aposentado a partir de um mosteiro, a fim de combater a influência dos regentes do clã Fujiwara, assim como do Bushi. Paralelamente, o imperador titular cumpriria o cerimonial e os deveres formais do monarca.
Os imperadores aposentados designavam-se Daijō Tennō ou Jōkō, e quando se estabeleciam numa comunidade monástica, tornavam-se imperadores de clausura (Daijō Hōō (太上法皇)). Existiram imperadores que abdicaram do poder e imperadores clausurados antes e após o período Heian, contudo o sistema de regras de clausura estava normalmente relacionado com o sistema de governo principiado pelo Imperador Shirakawa, em 1087, permanecendo em vigor até a ascensão do shogunato Kamakura em 1192.